# 60558 Eheklo
(60558) Eheklo, 174P/Eheklo, asteroid iz skupine centaura i komet. Ovom asteroidu orbita se ukrižava s orbitama vanjskih planeta Sunčeva sustava. Zbog dvojnih osobina, spada u kometne asteroide.
Nazvan po Eheklu, grčkom junaku, Agenorovu sinu.
Provizorne je oznake 2000 EC98. Najstarije promatranje, odnosno predotkriće bilo je 23. rujna 1979. godine.
Nadnevak službenog otkrića je 3. ožujka 2000. i otkrio ga je Spacewatch na Kitt Peaku. Prosinca 2005. otkrivena je kometna struktura na ovom nebeskom tijelu. Centar za male planete mu je potom dodijelio i kometnu oznaku 174P/Eheklo (eng. 174P/Echeclus).
Samo je osam objekata u Sunčevu sustavu koje je dvojako označeno, i kao komet i kao asteroid: 2060 Hiron (95P/Hiron), 4015 Wilson-Harrington (107P/Wilson-Harrington), 7968 Elst-Pizarro (133P/Elst-Pizarro), 60558 Eheklo (174P/Eheklo), 118401 LINEAR (176P/LINEAR), (323137) 2003 BM80 (282P/2003 BM80), (300163) 2006 VW139 (288P/2006 VW139) i (457175) 2008 GO98 (362P/2008 GO98). S obzirom na dvostruki status, astrometrijska promatranja tih objekata objekta trebalo bi izvješćivati pod označavanje malih planeta.